# Battleship
Battleship (2012) este un film SF de acțiune de război bazat pe jocul de tablă Bătălie navală. Filmul este regizat de regizorul Peter Berg și este distribuit de Universal Pictures. În rolurile principale interpretează actorii Taylor Kitsch, Alexander Skarsgård, Rihanna, Brooklyn Decker, Liam Neeson și Tadanobu Asano.
Filmul a fost programat inițial să apară în 2011, dar premiera a fost amânată și a apărut la 11 aprilie 2012 în Marea Britanie și la 18 mai în Statele Unite. Premiera mondială a filmului a fost la Tokyo, Japonia, pe 3 aprilie 2012. 

## Prezentare
În 2005, NASA descoperă o planetă asemănătoare Pământului. Considerând că există șanse ca să conțină viață extraterestră, NASA transmite un puternic semnal din Oahu, Hawaii, care este preluat și trimis în spațiu de un satelit (Programul Beacon). Între timp, talentatul dar indisciplinatul Alex Hopper (Taylor Kitsch) încearcă să impresioneze o femeie prin obținerea unui pui burrito, sparge un magazin și este arestat de către poliție. Femeia este Samantha Shane (Brooklyn Decker), fiica amiralului Shane (Liam Neeson), comandantul flotei din Pacific a Statele Unite, care, la rândul său, este superiorul comandantului Stone Hopper (Alexander Skarsgård), fratele mai mare al lui Alex. Sătul și înfuriat pe Alex pentru lipsa sa de motivare și, eventual, distrugea carierei sale, Stone îl obligă să se alăture Marinei Statelor Unite.
Până în 2012, Alex ajunge locotenent la bordul distrugătorului USS John Paul Jones, în timp ce Stone este comandantul USS Sampson. De asemenea, Alex are o relație cu Samantha și vrea să se căsătorească cu ea, dar îi este frică să-i ceară tatălui ei permisiunea. În timpul ceremoniei de deschidere pentru exercițiile navale RIMPAC, Alex se ceartă cu ofițerul japonez căpitanul Nagata (Tadanobu Asano), cel mai recent dintr-o serie de incidente care ar putea duce la scoaterea sa din armată la sfârșitul exercițiilor RIMPAC. Între timp, Samantha, care este terapeut fizic, îl însoțește pe veteranul în retragere Mick Canales (Gregory D. Gadson) într-o excursie la Oahu ca să-l ajute să se adapteze cu picioarele sale protetice.
Cinci nave extraterestre sosesc pe Pământ ca răspuns la semnalul NASA. Una din nave se ciocnește de un satelit orbital și se prăbușește în Hong Kong, în timp ce celelalte patru coboră în apă aproape de Hawaii. Sampson, John Paul Jones alături de distrugătorul japonez Myōkō investighează zona, dar sunt prinși atunci când una dintre navele extraterestre ridică un câmp de forță de nepătruns în jurul insulelor Hawaii. Distrugătoarele încercă să stabilească un contact, dar extratereștrii deschid focul: Sampson si Myōkō sunt distruse, iar John Paul Jones este deteriorat, cu toți ofițerii de comandă uciși. Alex preia comanda navei John Paul Jones, fiind ofițerul cu rangul cel mai înalt în viață. Deși inițial dorește să atace navele extraterestre pentru a răzbuna moartea fratelui său, Alex este convins să se întoarcă ca să recupereze din apă supraviețuitorii de pe Myōkō, cu căpitanul Nagata printre ei. Din această cauză extratereștrii nu mai trag în John Paul Jones. Deoarece câmpul generat de nava extraterestră împiedică utilizarea radarului și a sonarului, Nagata le dezvăluie că se pot folosi balizele de avertizare de tsunami din jurul insulelor Hawaii, pentru a urmări mișcările navelor extraterestre.
În timpul unei lupte pe timp de noapte între extratereștri și oameni, nava John Paul Jones scufundă două nave extraterestre, dar nu o poate distruge și pe a treia. Un soldat extraterestru este recuperat din apă, iar oamenii își dau seama că extratereștrii sunt foarte sensibili la lumina soarelui. Alex atrage nava extraterestră aproape de țărm în timpul răsăritului de soare, ceea ce le dă un avantaj pentru a o distruge. Totuși, ambele nave sunt distruse în luptă.
Din cauza că nava care s-a prăbușit în Hong Kong era nava lor de comunicații, extratereștrii trebuie să folosească echipamentele NASA pentru a trimite un semnal spre planeta lor de origine (posibil pentru a cere întăriri). Samantha și Mick se ascund de extratereștrii care apar pe insulă și se întâlnesc cu un om de știință de la NASA care fugea. Crezând că o invazie mai mare este iminentă și că oamenii vor avea soarta indienilor în fața conchistadorilor, omul de știință le aduce un radio cu ajutorul căruia Samantha îl avertizează pe Alex că mai are 4 ore pentru a distruge echipamentele NASA. Alex este de acord, dar din moment ce John Paul Jones a fost distrus, se întoarce la bază cu supraviețuitorii și pun pe linia de plutire o navă de război veche de 70 ani, USS Missouri. Deși este o navă muzeu, cu ajutorul veteranilor ajung în larg și distrug ultima navă extraterestră. Bariera de care nici avioanele nu puteau trece dispare și cu ultimul proiectil rămas reușesc să oprească transmisia acasă a extratereștrilor. 
Mai târziu, personalul naval, împreună cu Mick, sunt onorați pentru acțiunile lor în înfrângerea extratereștrilor. După ceremonie, Alex îi cere amiralului Shane mâna fiicei sale, amiral îi refuză inițial căsătoria cu fiica sa, dar îl invită să vorbească condițiile capitulării la masa de prânz (la un pui burrito).
În scena finală dintr-un sat din Scoția, trei elevi și un bărbat deschid un obiect de mărimea unei mașini care aparent a căzut din cer. Aceștia fug înfricoșați după ce observă o mână de extraterestru care încearcă să se elibereze și să-i prindă.

## Actori

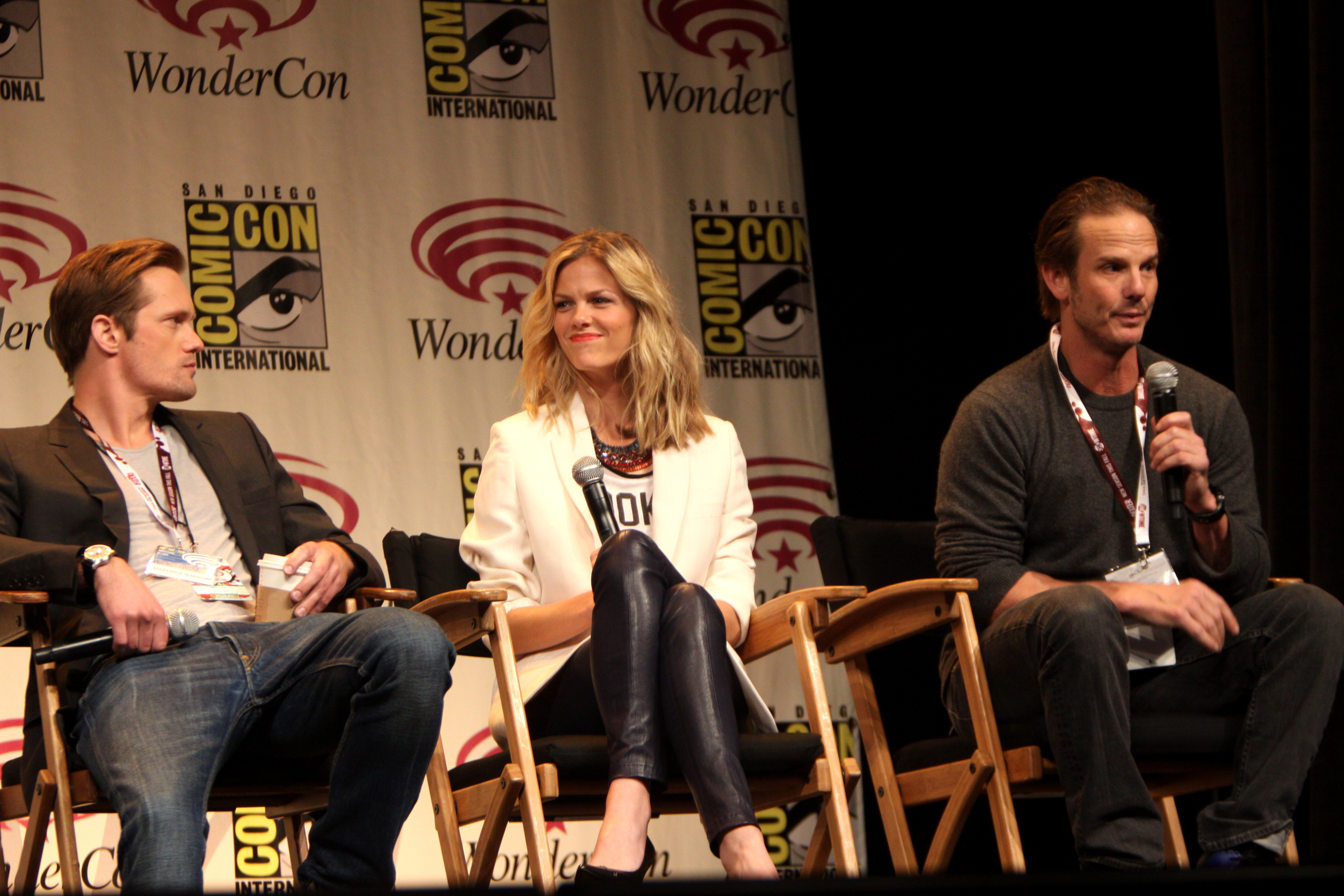
Alexander Skarsgard, Brooklyn Decker şi Peter Berg la Wondercon 2012 din Anaheim, California la 17 martie 2012

- Taylor Kitsch este Lt. Alex Hopper, ofițer tactic pe USS John Paul Jones⁠(en)[traduceți].
- Alexander Skarsgård este Comandor Stone Hopper, fratele mai mare al lui Hopper, comandantul USS Sampson⁠(en)[traduceți].
- Rihanna este ofițer clasa II (GM2) Cora Raikes, membru al echipajului și specialist în arme pe USS John Paul Jones⁠(en)[traduceți].
- Brooklyn Decker este Samantha Shane, un terapeut fizic și prietena lui Alex Hopper.
- Tadanobu Asano este Cpt. Nagata, JMSDF, comandantul JDS Myōkō⁠(en)[traduceți].
- Hamish Linklater este Cal Zapata, un om de știință care lucrează la Oahu
- Liam Neeson este Amiral Shane, Comandant al flotei Statelor Unite din Pacific și tatăl Samanthei Shane.
- Jesse Plemons este Ordy, membru al echipajului de pe USS John Paul Jones⁠(en)[traduceți]
- John Tui este subofițer-șef "Beast" Lynch, membru al echipajului de pe USS John Paul Jones⁠(en)[traduceți]
- Gregory D. Gadson este Lt.-Colonel Mick Canales, veteran al armatei, și-a pierdut ambele picioare în luptă
- Adam Godley este Dr. Nogrady, omul de știință care conduce Programul Beacon.
- Peter MacNicol este secretarul american al apărării